# اورهان ادمی
اورهان ادمی (انگلیسی: Orhan Ademi؛ زادهٔ ۲۸ اکتبر ۱۹۹۱) بازیکن فوتبال اهل سوئیس است. او در پست مهاجم در لیگ منطقه‌ای غرب برای بوچولت بازی می‌کند.